# Zinacantepec (estación)
Zinacantepec es una estación de tren de cercanías ubicada en Toluca, Estado de México, México. La estación da servicio al sistema ferroviario de cercanías El Insurgente. La estación está ubicada sobre el Boulevard Solidaridad Las Torres, en el municipio de Toluca, a pocos metros del municipio adyacente de Zinacantepec, y sirve como término occidental de la línea.
La estación abrió sus puertas el 15 de septiembre de 2023, con servicio en dirección oriente hacia la estación en Lerma. Es una estación elevada con una plataforma central; las instalaciones son accesibles para personas con discapacidad.
Se espera una afluencia de 1,050 pasajeros en horas de máxima demanda.

## Ubicación y diseño
La estación de trenes de cercanías está ubicada sobre el Boulevard Solidaridad Las Torres, en Toluca de Lerdo, capital del Estado de México, cerca de los límites compartidos con el municipio de Zinacantepec, y cerca del parque estatal Parque Alameda 2000.
La estación fue construida sobre el nivel del suelo. Cuenta con un servicio accesible para discapacitados con ascensores, escaleras mecánicas, pavimentos táctiles, arietes de acceso, placas de señalización braille, además de señalización visual y anuncios auditivos.
La zona cuenta con múltiples rutas de servicio de autobuses interurbanos, incluidas algunas que se dirigen a los municipios de San Mateo Atenco y Lerma. El taller de la línea y la respectiva estación ferroviaria se encuentran después de la estación.